# UNSPSC
UNSPSC (United Nations Standard Products and Services Code) är ett internationellt klassificeringssystem för produkter och tjänster som tagits fram av Förenta nationerna (United Nations Development Programme). Systemet består av en kod på 10 siffror, men oftast används bara de 8 första siffrorna. De 10 siffrorna delas in i fem grupper, nivåer, vilket gör systemet är hierarkiskt. Det gör det synnerligen lämpligt för till exempel sökning i produktkataloger och utgiftsrapportering på inköpsavdelningar. Då det är branschöverskridande och översatt till många språk blir det allt mer populärt bland både kunder och leverantörer och inköpssystem över hela världen. I Norden används det av till exempel inköpssystemet Visma-Proceedo.
UNSPSC kan användas till:
- Utgiftsanalyser över hela företaget.
- Kostnadseffektiv optimering av inköpsprocesserna.
- Implementering av funktionalitet som kontering och sökning inom e-handel.

För att systemet skall kunna utvecklas med nya kategorier krävs en organisation som underhåller det. I Sverige har detta skötts av GS1 Sweden, men från 2024 ska det underhållas av UN Development Programme (UNDP).